# Legea și forța (film)
Legea și forța (titlul original: în poloneză Prawo i pięść) este un film dramatic polonez, realizat în 1964 de regizorii Jerzy Hoffman și Edward Skórzewski, după romanul Toast al scriitorului Józef Hen totodată și scenarist, protagoniști fiind actorii Gustaw Holoubek, Jerzy Przybylski, Wiesław Gołas și Zdzisław Maklakiewicz. 

## Rezumat
Acțiunea filmului are loc în 1945 în Teritoriile poloneze recuperate. Andrzej Kenig, un fost prizonier al lagărelor de concentrare din Auschwitz și Dachau, vine la delegatul guvernului în căutarea unui loc de muncă. El este cooptat într-un grup condus de dr. Mielecki, pentru a asigura proprietatea din orașul balnear (fictiv) din apropiere, Graustadt. Orașul este pustiu, doar un grup de patru femei stau acolo și directorul german al „Hotelului Tivoli”.
La fața locului, Kenig își dă seama că Mielecki nu este medic și că scopul lui și al însoțitorilor săi este să jefuiască proprietățile abandonate, inclusiv echipamentele spitalului și sanatoriului. Pentru a preveni acest lucru, el încearcă să convingă doi membri ai grupului, Smółka și Cześk, să ajute. Dar Smółka, în care a reușit să trezească conștiința, este ucis de Wijas. O soartă similară a avut-o și un polițist trimis de un plenipotențiar. Kenig decide să-i oprească pe jefuitorii care încearcă să părăsească orașul cu camioanele încărcate cu obiecte jefuite. Există un schimb de focuri în care Rudłowski, Mielecki și Wijas sunt uciși. Doar Czesiek scapă și fuge din oraș. Locotenentul care a ajuns acolo încearcă să-l convingă pe Kenig să rămână în oraș, dar acesta vrea să-l părăsească cât mai curând.

## Distribuție
- Gustaw Holoubek – Andrzej Kenig

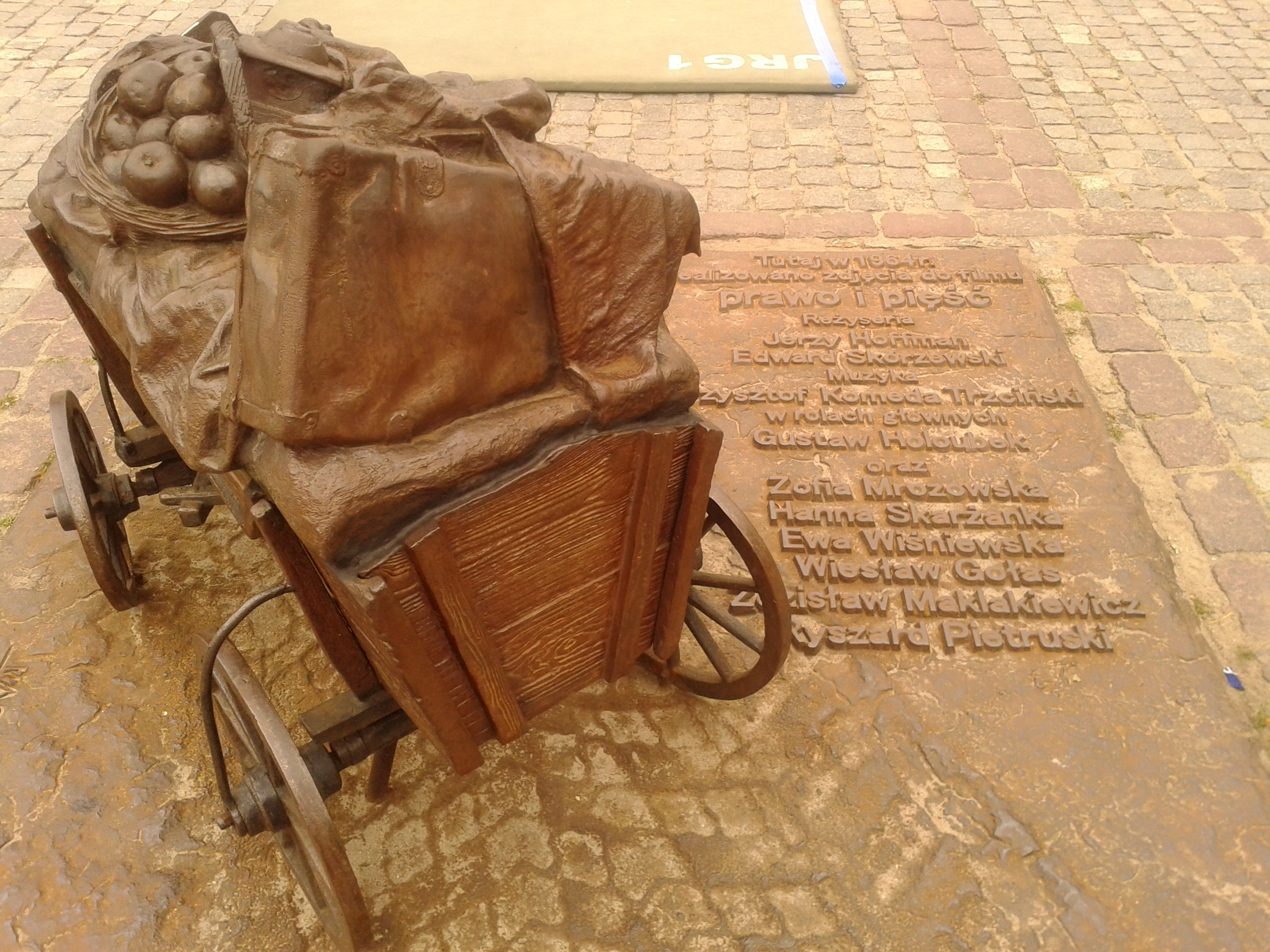
Rynek Nowomiejski în Toruń, o sculptură a unui căruț cu bunuri care comemorează filmările pentru peliculă

- Jerzy Przybylski – „doctorul” Mielecki
- Wiesław Gołas – Antoni Smółka
- Zdzisław Maklakiewicz – Czesiek Wróbel
- Ryszard Pietruski – Wijas
- Zbigniew Dobrzyński – Rudłowski
- Zofia Mrozowska – Anna
- Hanna Skarżanka – Barbara Dubikowska
- Wiesława Kwaśniewska – Zośka
- Ewa Wiśniewska – Janka
- Adam Perzyk – directorul hotelului
- Bolesław Płotnicki – delegatul guvernului
- Michał Szewczyk – un milițian
- Józef Nowak – locotenentul
- Zofia Czerwińska – repatriata hărțuită
- Wojciech Rajewski – repatriatul la calea ferată

Sursă: FilmPolski.pl